# 板额菱蟹
板额菱蟹（学名：Parthenope lamellifrons）为菱蟹科菱蟹属的动物。分布于朝鲜海峡、日本、萨摩亚、新喀里多尼亚、澳大利亚、菲律宾、马来群岛、新加坡、安达曼、印度、斯里兰卡、红海、塞舌耳群岛及桑给巴尔、台湾岛以及中国大陆的海南岛等地，生活环境为海水，常生活于50-100米深的泥沙底。